# Cine Esperanza
El cine Esperanza fue un antiguo cine ubicado en Mieres del Camino, en el concejo asturiano de Mieres (España). Actualmente se encuentra en estado de abandono.

## Descripción
El proyecto data de 1934, cuando los hermanos Pombo construyen este cine junto al local en el que ofrecían cine y café. Los arquitectos encargados del proyecto fueron Felipe López Delgado y Miguel Ángel Estévez Vera, encargados del Teatro Fígaro de Madrid. El nombre con el los hermanos que bautizaron al cine fue recuerdo de su madre.
Fue inaugurado en 1942 con la película Soy un periodista. Su última proyección fue llevada a cabo en 2002, cuando fue clausurado. 
El estilo del edificio es racionalista, construido en hormigón armado. Destaca su marquesina en la fachada exterior y sus ventanales. En el interior, sobre la pantalla, se colocó un mural al fresco de temática asturiana creado por Francisco Calduch. Contaba con dos pisos de generales además del patio de butacas, contando en total con más de 500 localidades.
Actualmente el edificio se encuentra en estado de abandono. Sus propietarios propusieron su venta al ayuntamiento en 2019 a fin de evitar su derribo.